# Hindsiclava appelii
Hindsiclava appelii é uma espécie de gastrópode do gênero Hindsiclava, pertencente a família Pseudomelatomidae.